# マンリッヒャーM1895
シュタイヤー＝マンリッヒャーM1895またはM95は、オーストリア＝ハンガリー帝国が1895年に制式採用した小銃である。
第一次世界大戦ではオーストリア＝ハンガリー帝国陸軍の主力ライフルとして使用された。また、第二次世界大戦中にオランダ軍および蘭領東インド軍などで使用されたマンリッヒャー M.95小銃との混同が見られるが、これらは別の銃であるため、注意が必要である。→ゲヴェール M.95

## 歴史

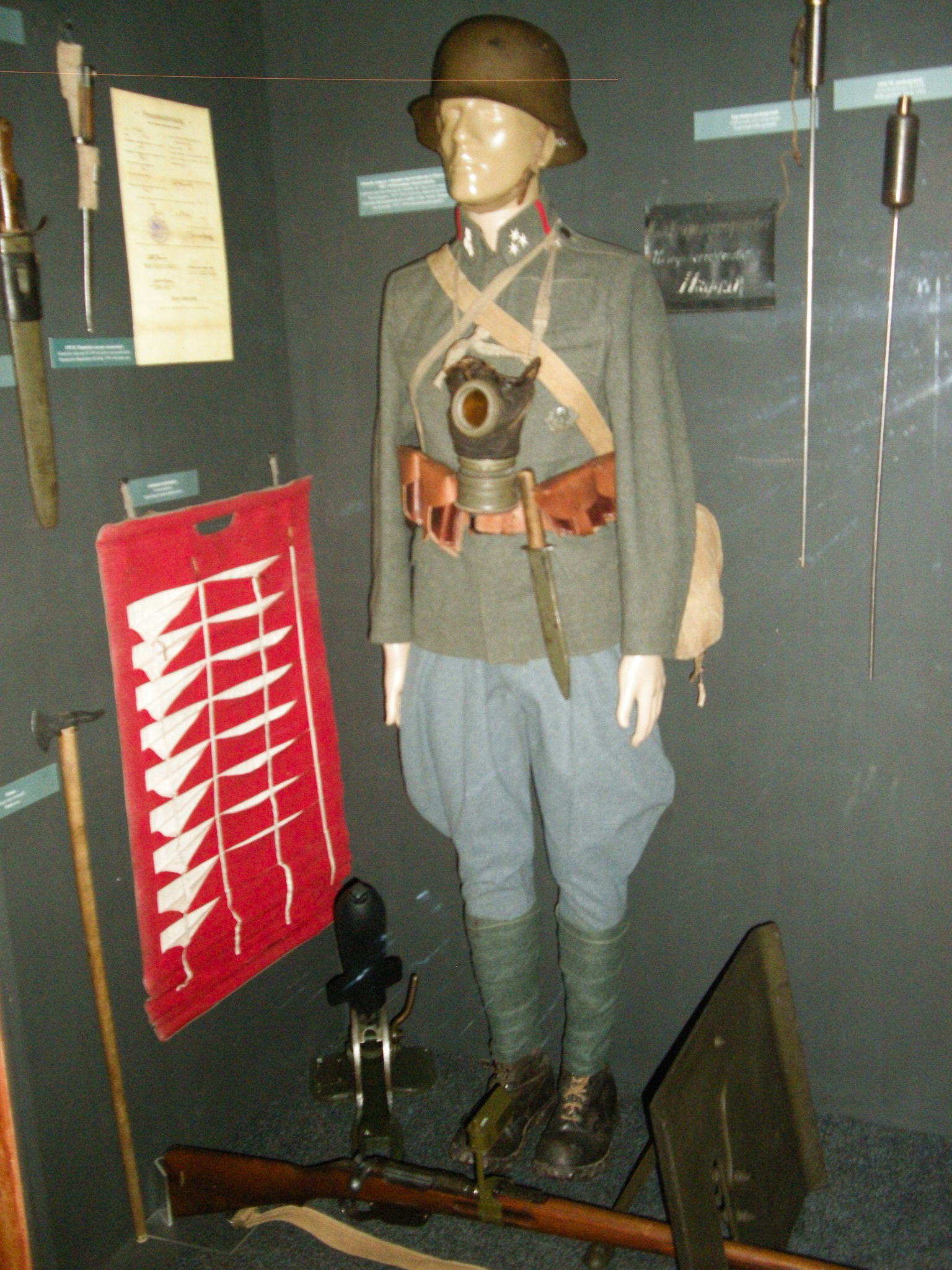

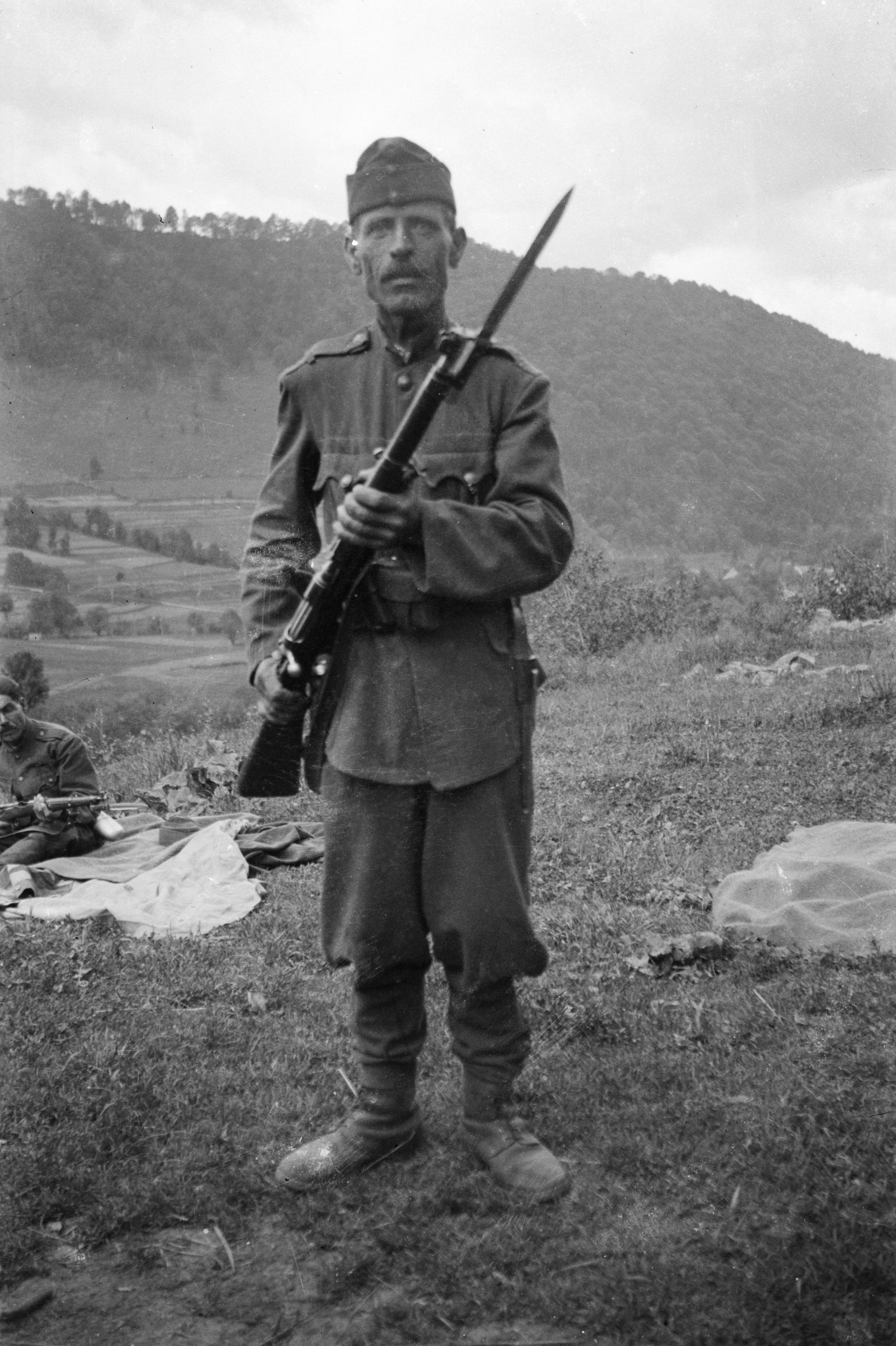
着剣状態のM1895/30を所持するハンガリー軍兵士。

マンリッヒャーM1895は、フェルディナント・マンリヒャーによって開発された、初期のボルトアクションライフルである。それはM1890を基にした改良型であった。
初期にはオーストリア＝ハンガリー帝国陸軍に採用され、第一次世界大戦を通じて使用され、そして戦後は、オーストリアとハンガリーの両陸軍に保有された。オーストリア＝ハンガリー帝国の、シュタイヤーとブダペストの州兵器工場で、1895年から1918年にかけて3,000,000挺以上が製造された。
M1895は他の小銃の、より一般的な回転式ボルトアクション方式と対照的に、ストレートプルボルトアクション方式を採用している点で珍しい。
その結果、高い発射速度を、信頼性と頑丈さと結びつけたことで名声を得た。
M1895は元々、8 mm×50R弾を装填していた。大戦間期の1930年、オーストリアとハンガリーの両方がより強力な8 mm×56R弾を使用し、480 mmの短い銃身長のM95/30に更新した。しかしM95/30はエンブロック式クリップ装填方式のままであった。
主な外国の使用国はブルガリアで、1903年から始まり、多数を取得して両大戦を通じて使い続けた。他の使用国にはギリシャとユーゴスラビアがあった。1924年にはM95のいくらかが7.92 mm×57 モーゼル弾仕様で、580 mmの短い銃身長のM95/24に改造され、ブルガリアとギリシャとユーゴスラビアで使用された。その際には、装填方式が元のエンブロック式クリップから、ストリッパークリップに変更された。ユーゴスラビアではこの変更型に対し、M95Mという型式名を与えた。
これらの改造型は比較的に希少性が高い。また入手しやすい7.92 mmx57モーゼル弾薬を使うためにコレクターからは珍重されているが、壊れやすいエキストラクターと交換部品の不足が難点となっている。
またM1895のボルトは、不運な結果に終わったカナダのM1905ロス小銃が開発された際、ほとんどそのままの形で手本とされた。ただし後のM1910では閉鎖機構として、元の2つのラグの代わりに、複雑な断隔螺方式が採用された。

## 派生型

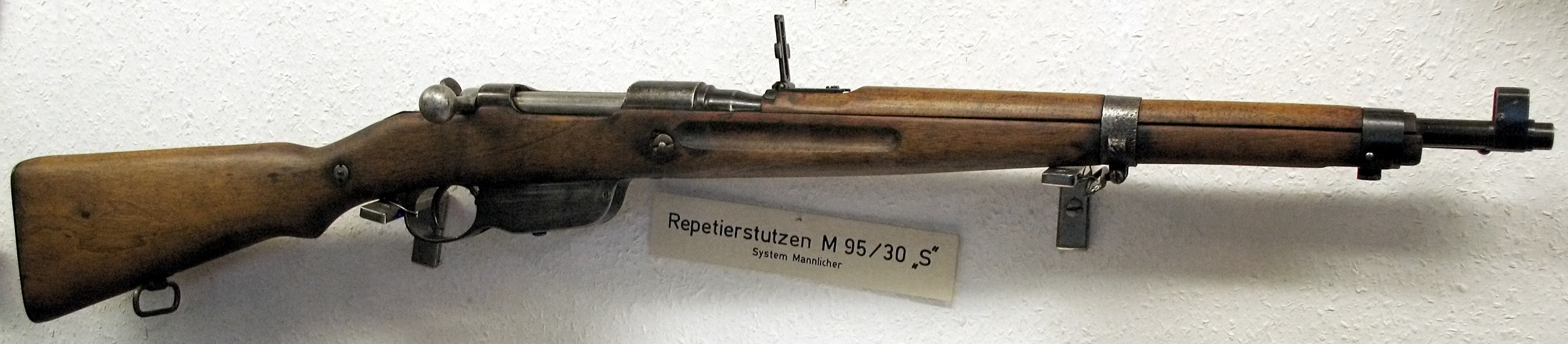
マンリッヒャーM95/30

- M95 長小銃
- M95/24 短小銃
- M95M 短小銃
- M95/30 短小銃
- M95/35 騎兵銃

## 使用国
- オーストリア＝ハンガリー帝国
- オーストリア
- ハンガリー
- ブルガリア
- ユーゴスラビア
- ギリシャ
- ルーマニア
- チェコスロバキア
- オスマン帝国
- トルコ
- ドイツ帝国
- イタリア
- ポルトガル